# Liste des monuments historiques d'Alençon
Ce tableau présente la liste de tous les monuments historiques classés ou inscrits dans la ville d'Alençon, Orne, en France.

## Liste
| Monument                                               | Adresse                                  | Coordonnées                      | Notice         | Protection | Date      | Illustration                                           |
| ------------------------------------------------------ | ---------------------------------------- | -------------------------------- | -------------- | ---------- | --------- | ------------------------------------------------------ |
| Basilique Notre-Dame                                   | Grande Rue                               | 48° 25′ 48″ nord, 0° 05′ 19″ est | « PA00110692 » | Classé     | 1862      | Basilique Notre-Dame                                   |
| Bibliothèque municipale                                | 33 rue du Collège                        | 48° 25′ 54″ nord, 0° 05′ 04″ est | « PA00110689 » | Inscrit    | 1926      | Bibliothèque municipale                                |
| Café la Renaissance                                    | 4 rue Saint-Blaise                       | 48° 25′ 53″ nord, 0° 05′ 25″ est | « PA61000057 » | Inscrit    | 2009      | Café la Renaissance                                    |
| Chapelle Notre-Dame-de-Lorette                         | 108, 110 rue du Mans                     | 48° 25′ 26″ nord, 0° 05′ 22″ est | « PA00110690 » | Inscrit    | 1975      | Chapelle Notre-Dame-de-Lorette                         |
| Château des ducs                                       | Rue du Château                           | 48° 25′ 46″ nord, 0° 05′ 00″ est | « PA00110691 » | Classé     | 1862      | Château des ducs                                       |
| Église Saint-Pierre                                    | 37 rue du Mans                           | 48° 25′ 31″ nord, 0° 05′ 24″ est | « PA61000043 » | Inscrit    | 2006      | Église Saint-Pierre                                    |
| Halle au blé                                           | Place Halle-au-Blé                       | 48° 25′ 50″ nord, 0° 05′ 05″ est | « PA00110693 » | Inscrit    | 1975      | Halle au blé                                           |
| Hôpital psychiatrique                                  | 19 rue Anne-Marie-Javouhey               | 48° 25′ 57″ nord, 0° 04′ 44″ est | « PA00110694 » | Inscrit    | 1974      | Hôpital psychiatrique                                  |
| Hôtel du Grand Cerf                                    | 19 rue Saint-Blaise 1 rue des Marcheries | 48° 25′ 55″ nord, 0° 05′ 25″ est | « PA61000056 » | Inscrit    | 2008      | Hôtel du Grand Cerf                                    |
| Hôtel de Guise                                         | Rue Saint-Blaise                         | 48° 25′ 58″ nord, 0° 05′ 28″ est | « PA00110695 » | Classé     | 1914      | Hôtel de Guise                                         |
| Hôtel Libert                                           | 1 rue du Cygne                           | 48° 25′ 52″ nord, 0° 05′ 10″ est | « PA00110696 » | Classé     | 1947      | Hôtel Libert                                           |
| Hôtel Radigue                                          | 15 rue du Bercail                        | 48° 25′ 49″ nord, 0° 05′ 16″ est | « PA00110697 » | Inscrit    | 1960      | Hôtel Radigue                                          |
| Hôtel de ville                                         | Place du Maréchal-Ferdinand-Foch         | 48° 25′ 49″ nord, 0° 04′ 55″ est | « PA00110698 » | Inscrit    | 1926      | Hôtel de ville                                         |
| Immeuble du 55 rue du Collège à Alençon                | 55 rue du Collège 13 rue Marcel-Palmier  | 48° 25′ 56″ nord, 0° 05′ 05″ est | « PA00110699 » | Inscrit    | 1975      | Immeuble du 55 rue du Collège à Alençon                |
| Immeuble des 123-127 Grande Rue à Alençon              | 123-127 Grande Rue (Alençon)             | 48° 25′ 43″ nord, 0° 05′ 12″ est | « PA00110700 » | Inscrit    | 1975      | Immeuble des 123-127 Grande Rue à Alençon              |
| Immeuble du 33 rue des Grandes-Poteries à Alençon      | 33 rue des Grandes-Poteries              | 48° 25′ 54″ nord, 0° 05′ 08″ est | « PA00110701 » | Inscrit    | 1975      | Immeuble du 33 rue des Grandes-Poteries à Alençon      |
| Immeuble des 31-33 rue du Jeudi à Alençon              | 31, 33 rue du Jeudi                      | 48° 25′ 52″ nord, 0° 05′ 15″ est | « PA00110702 » | Inscrit    | 1975      | Immeuble des 31-33 rue du Jeudi à Alençon              |
| Immeuble du 40 rue du Jeudi à Alençon                  | 40 rue du Jeudi                          | 48° 25′ 54″ nord, 0° 05′ 12″ est | « PA00110703 » | Inscrit    | 1975      | Immeuble du 40 rue du Jeudi à Alençon                  |
| Immeuble des 42-44 rue du Jeudi à Alençon              | 42, 44 rue du Jeudi                      | 48° 25′ 54″ nord, 0° 05′ 12″ est | « PA00110704 » | Inscrit    | 1975      | Immeuble des 42-44 rue du Jeudi à Alençon              |
| Logis Saint-Léonard                                    | 28, 30 rue des Marais 15 rue de Fresnay  | 48° 25′ 39″ nord, 0° 05′ 06″ est | « PA00110705 » | Inscrit    | 1975      | Logis Saint-Léonard                                    |
| Maison des 110-112 avenue du Général-Leclerc à Alençon | 110-112 avenue du Général-Leclerc        | 48° 25′ 09″ nord, 0° 05′ 21″ est | « PA61000044 » | Inscrit    | 2006      | Maison des 110-112 avenue du Général-Leclerc à Alençon |
| Maison des 8-12 rue des Marcheries à Alençon           | 8, 12 rue des Marcheries                 | 48° 25′ 56″ nord, 0° 05′ 25″ est | « PA00110973 » | Inscrit    | 1989      | Maison des 8-12 rue des Marcheries à Alençon           |
| Maison à l'Étal                                        | 10 rue Porte-de-la-Barre                 | 48° 25′ 42″ nord, 0° 05′ 01″ est | « PA00110708 » | Inscrit    | 1926      | Maison à l'Étal                                        |
| Maison de la Franc-Maçonnerie                          | Rue du Maréchal-de-Lattre-de-Tassigny    | 48° 25′ 46″ nord, 0° 05′ 15″ est | « PA00110707 » | Inscrit    | 1965      | Maison de la Franc-Maçonnerie                          |
| Maison d'Ozé                                           | Place Joseph-de-Lamagdelaine             | 48° 25′ 48″ nord, 0° 05′ 23″ est | « PA00110706 » | Classé     | 1903      | Maison d'Ozé                                           |
| Maison des Sept Colonnes                               | 2-4-6-8 rue du Château 160 Grande Rue    | 48° 25′ 42″ nord, 0° 05′ 08″ est | « PA61000053 » | Inscrit    | 2007      | Maison des Sept Colonnes                               |
| Pharmacie Pesche                                       | 4 place Halle-au-blé                     | 48° 25′ 50″ nord, 0° 05′ 08″ est | « PA00110709 » | Inscrit    | 1987      | Pharmacie Pesche                                       |
| Presbytère Saint-Pierre de Montsort                    | 25 rue du Mans                           | 48° 25′ 30″ nord, 0° 05′ 23″ est | « PA00110710 » | Inscrit    | 1958      | Presbytère Saint-Pierre de Montsort                    |
| Remparts                                               | 24 rue du Pont-Neuf                      | 48° 25′ 42″ nord, 0° 05′ 18″ est | « PA00110711 » | Inscrit    | 1971      | Remparts                                               |
| Scierie Prout                                          | 4 à 22 route d'Ancinnes                  | 48° 25′ 04″ nord, 0° 05′ 51″ est | « PA00135513 » | Inscrit    | 1995      | Scierie Prout                                          |
| Tribunal de commerce                                   | 6 rue du Bercail                         | 48° 25′ 49″ nord, 0° 05′ 18″ est | « PA00110712 » | Classé     | 1913 1958 | Tribunal de commerce                                   |